# Clase Victoria
La clase Victoria (o clase Sans Pareil) de la Marina Real Británica de la década de 1880 fue la primera clase de buque blindado (a veces descrito como acorazado) que utilizó motores de vapor de triple expansión; las clases anteriores habían utilizado motores compuestos.
Solo había dos barcos en esta clase. El primer buque, el HMS Victoria, se hundió en una colisión accidental con otro acorazado de la Marina Real, el HMS Camperdown, en el mar Mediterráneo, con la pérdida de la mitad de su tripulación. Su barco gemelo , el HMS Sans Pareil, sobrevivió hasta que fue desguazado en abril de 1907.

## Unidades
- HMS Victoria: entró en servicio en 1890. Resultó hundido por una colisión accidental contra el HMS Camperdown en 1892.
- HMS Sans Pareil: entró en servicio en 1891. Desguazado en 1907.